# NK Borac Drenovci
NK Borac Drenovci je nogometni klub iz Drenovaca.
Trenutačno se natječe se u 1. ŽNL Vukovarsko-srijemskoj.